# Amegilla acraensis
Amegilla acraensis es una especie de abeja excavadora perteneciente al género Amegilla, categorizada en la tribu Anthophorini, de la subfamilia Apinae. Fue descrita por Johan Christian Fabricius en 1793.
Este ejemplar es válido y aceptado y aparece registrado en una sección de la publicación Catalogue of Hymenopterous Insects in the Collection of the British Museum, Part 2 Apidae de 1854 de los autores Smith y Frederick.
Amegilla acraensis se hospeda en varias especies y géneros de plantas de la familia Asteraceae, entre ellas, especies del género Zinnia.

## Distribución
La especie se distribuye por varios países del continente africano, entre ellos, Angola, Botsuana, Camerún, República Democrática del Congo, Congo, Guinea Ecuatorial, Etiopía, Gabón, Ghana, Guinea, Costa de Marfil, Kenia, Lesoto, Malaui, Mozambique, Namibia, Nigeria, Sierra Leona, Somalia, Sudáfrica, Tanzania, Togo, Uganda, Zambia y Zimbabue.